# Wallace Craig
Wallace Craig (Toronto, 20 de julho de 1876 – 1954) foi um psicólogo experimental e cientista do comportamento estadunidense de origem canadense. Ele forneceu uma estrutura conceitual para o estudo da organização do comportamento e é considerado um dos fundadores da etologia. Craig estudou experimentalmente a expressão comportamental da emoção, a maneira como as tendências comportamentais inatas e aprendidas são integradas e como os comportamentos vocais e sociais são organizados. Ele encorajou uma visão do comportamento como um processo integrado com graus de liberdade evolucionária, motivacional, experiencial, social e ecológica. Essa perspectiva integrativa ajudou a moldar a ciência comportamental moderna.

## Publicações selecionadas
- 1902. Song in birds. Science, 15, 590–592.
- 1902. Ecology. Science, 15, 793.
- 1908. The voices of pigeons regarded as a means of social control. American Journal of Sociology, 14, 86–100.
- 1909. The expressions of emotion in the pigeons: I. The blond ring dove. Journal of Comparative Neurology, 19, 29–80.
- 1911a. Oviposition induced by the male in pigeons. Journal of Morphology, 22, 299–305.
- 1911b. The expressions of emotion in the pigeons: II. The mourning dove. Auk, 28, 398–407.
- 1911 c. The expressions of emotion in the pigeons: III. The passenger pigeon. Auk, 29, 408–427.
- 1912a. Pigeons do not carry their eggs. Auk, 29, 392–393.
- 1912b. Observations on doves learning to drink. Journal of Animal Behavior, 2, 273–279.
- 1912c. Behavior of the young bird in breaking out of the egg. Journal of Animal Behavior, 2, 296–298.
- 1913a. The stimulation and the inhibition of ovulation in birds and mammals. Journal of Animal Behavior, 3, 215–221.
- 1913b. Recollections of the passenger pigeon in captivity. Bird Lore, 93–99.
- 1914. Male doves reared in isolation. Journal of Animal Behavior, 4, 121–133.
- 1916. Synchronism in the rhythmic activities of animals. Science, 44, 784–786.
- 1917. On the ability of animals to keep time with an external rhythm. Journal of Animal Behavior, 7, 444–448.
- 1917. Appetites and aversions as constituents of instincts. Proceedings of the National Academy of Sciences (USA), 3, 685–688.
- 1918. Appetites and aversions as constituents of instincts. Biological Bulletin, 34, 91–107.
- 1919. Tropisms and instinctive activities. Psychological Bulletin,16, 151–159.
- 1920. Tropisms and instinctive activities. Psychological Bulletin, 17, 169–178.
- 1921. Why do animals fight? International Journal of Ethics, 31, 264–278.
- 1922. A note on Darwin's work on the expression of the emotions in man and animals. Journal of Abnormal and Social Psychology,16, 256–266.
- 1924. The dog as a detective. Scientific Monthly, IS, 38–47.
- 1926. The twilight song of the wood pewee: A preliminary statement. Auk, 43, 150–152.